# Onychomys leucogaster
Espèce
Statut de conservation UICN

 LC  : Préoccupation mineure
Onychomys leucogaster, appelée Souris sauterelle, Souris à sauterelles, Souris-à-sauterelles boréale ou Onychomys du Nord est une espèce de rongeurs de la famille des Cricétidés. Cet animal vit en Amérique du Nord.
C'est la seule souris carnivore en Amérique du Nord; ses proies sont non seulement des insectes (sauterelles, tarentules, scorpions, etc.), mais aussi des proies plus grandes qu'elle. Ses proies peuvent être d'autres rongeurs dont certaines peuvent être de la même espèce qu'elle. Elle pratique donc le cannibalisme.
Elle est résistante au poison de certains scorpions (Scorpion d'Arizona). Pour ce faire lors de l'attaque la souris sauterelle brise la queue (le dard) qui contient un venin mortel puis elle s'attaque à la tête de l'arachnide.
La souris sauterelle est connue pour son « cri à la lune » à la suite de l'attaque et de la mise à mort d'une proie.
Ces rongeurs ne fabriquent pas leur nid mais éjectent d'autres rongeurs de leur terrier pour en faire le leur.

## Répartition et habitat
On la trouve au Canada, aux États-Unis et au Mexique. Elle vit dans les prairies aux herbes courtes et les déserts d'armoises ainsi que dans les dunes.

Carte de répartition.